# Superliga 2007-2008 (Slovacchia)
L'edizione 2007-08 della Superliga (chiamata anche Corgoň Liga per motivi di sponsorizzazione) vide la vittoria finale dell'Artmedia Petržalka.
Capocannoniere del torneo fu Ján Novák (MFK Košice), con 17 reti.

## Classifica
|    | Classifica         | G  | V  | N  | P  | GF | GS | Dif | Pt |
| -- | ------------------ | -- | -- | -- | -- | -- | -- | --- | -- |
| 1  | Artmedia Petržalka | 33 | 27 | 3  | 3  | 77 | 30 | +47 | 84 |
| 2  | Žilina             | 33 | 22 | 7  | 4  | 75 | 30 | +45 | 73 |
| 3  | Nitra              | 33 | 17 | 6  | 10 | 40 | 26 | +14 | 57 |
| 4  | Spartak Trnava     | 33 | 15 | 7  | 11 | 52 | 40 | +12 | 52 |
| 5  | Slovan Bratislava  | 33 | 15 | 6  | 12 | 46 | 37 | +9  | 51 |
| 6  | VSS Košice         | 33 | 13 | 6  | 14 | 45 | 44 | +1  | 45 |
| 7  | Ružomberok         | 33 | 10 | 14 | 9  | 46 | 43 | +3  | 44 |
| 8  | Dukla B.B.         | 33 | 10 | 9  | 14 | 41 | 37 | +4  | 39 |
| 9  | Dubnica            | 33 | 7  | 12 | 14 | 34 | 53 | -19 | 33 |
| 10 | Senec              | 33 | 6  | 10 | 17 | 30 | 53 | -23 | 28 |
| 11 | ViOn Z.M.          | 33 | 6  | 7  | 20 | 22 | 66 | -44 | 25 |
| 12 | AS Trenčín         | 33 | 3  | 7  | 23 | 26 | 77 | -51 | 16 |

### Verdetti
- FC Artmedia Bratislava campione di Slovacchia 2007-08
- FC Artmedia Bratislava qualificato al primo turno preliminare di UEFA Champions League 2008-2009
- MŠK Žilina qualificato al primo turno preliminare di Coppa UEFA 2008-2009
- FC Nitra qualificato alla Coppa Intertoto 2008
- FK AS Trenčín retrocesso in I. liga.

## Statistiche e record

### Classifica marcatori
| Gol |  |  | Giocatore       | Squadra            |
| --- |  |  | --------------- | ------------------ |
| 17  |  |  | Ján Novák       | VSS Košice         |
| 16  |  |  | Juraj Halenár   | Artmedia Petržalka |
| 15  |  |  | Peter Štyvar    | Žilina             |
| 14  |  |  | Mário Breška    | Žilina             |
| 13  |  |  | Mouhamadou Seye | Dubnica            |
| 11  |  |  | Ján Kozák       | Artmedia Petržalka |
| 10  |  |  | Marek Bakoš     | Ružomberok         |
| 10  |  |  | Ivan Lietava    | Žilina             |
| 10  |  |  | Admir Vladavić  | Žilina             |
| 10  |  |  | Jaroslav Kolbas | VSS Košice         |

### Capoliste solitarie
- Dalla 5ª giornata alla 9ª giornata:  Nitra
- 12ª giornata:  Artmedia Petržalka
- Dalla 13ª giornata alla 23ª giornata:  Žilina
- Dalla 24ª giornata alla 33ª giornata:  Artmedia Petržalka

### Record
- Maggior numero di vittorie:  Artmedia Petržalka (27)
- Minor numero di sconfitte:  Artmedia Petržalka (3)
- Migliore attacco:  Artmedia Petržalka (77 gol fatti)
- Miglior difesa:  Nitra (26 gol subiti)
- Miglior differenza reti:  Artmedia Petržalka (+47)
- Maggior numero di pareggi:  Ružomberok (14)
- Minor numero di pareggi:  Artmedia Petržalka (3)
- Minor numero di vittorie:  AS Trenčín (3)
- Maggior numero di sconfitte:  AS Trenčín (23)
- Peggiore attacco:  ViOn Z.M. (22 gol fatti)
- Peggior difesa:  AS Trenčín (77 gol subiti)
- Peggior differenza reti:  AS Trenčín (-51)